# Walery Masewicz
Walery Masewicz (ur. w 1926, zm. 17 listopada 2016) – polski sędzia, prof. dr hab. nauk prawnych.

## Życiorys
Tytuł profesora nauk prawnych uzyskał 20 listopada 1986. Pracował na Wydziale Prawa Wyższej Szkole Handlu i Prawa im. Ryszarda Łazarskiego w Warszawie: w Katedrze Postępowania Cywilnego i Katedrze Prawa Pracy, której był też kierownikiem. Był nauczycielem akademickim Prywatnej Wyższej Szkoły Nauk Społecznych, Komputerowych i Medycznych w Warszawie.
Pełnił funkcję sędziego w Sądzie Najwyższym.
Zmarł 17 listopada 2016.